# 香水花科
香水花科（学名：Blandfordiaceae）只有1属—香水花属（也称澳洲萱草属、火铃花属，Blandfordia）4种，全部仅生长在澳大利亚东部和塔斯马尼亚岛。
本科植物为多年生草本，可达150厘米高。
以前的分类法将其分到其他科中，1998年根据基因亲缘关系分类的APG 分类法认为应该单独分为一个科，放在天门冬目中。

## 物种
本属包括以下物种：
- Blandfordia cunninghamii Lindl.
- Blandfordia cunninghamii Van Houtte
- Blandfordia flammea Lindl., 1849
- Blandfordia flammea-elegans W.G.Sm.
- 红钟百合 Blandfordia grandiflora Lindl., 1825
- Blandfordia nobilis Sm.
- Blandfordia punicea (Labill.) Sweet